# Shanawdithit
Shanawdithit, Shawnadithit, Shawnawdithit, o Nancy April (c. 1801 – 6 de juny de 1829) va ser el darrer membre conegut del poble beothuk de l'illa de Newfoundland, Canadà.

## Biografia
Va nàixer al voltant de 1801 a prop d'un llac immens de l'illa de Terranova. En aquell moment, la població dels beothuks estava minvant. El seu mode de vida tradicional s'havia alterat per culpa dels contactes amb els europeus que s'havien instal·lat a l'illa, i foren víctimes d'epidèmies de malalties infeccioses. L'accés dels beothuks a la mar, la seua font principal alimentària, fou gradualment tallada. Els paranyers i pelleters consideraven que els beothuks eren lladres i els atacaven per a allunyar-los. Durant la seua infantesa, Shanawdithit fou ferida per un tramper, va patir la lesió durant un temps però es va refer.
Després de la captura, el 1819, de Demasduwit, que era tia seva, el que quedava dels beothuks van fugir de la presència britànica. A la primavera del 1823, Shanawdithit perdé el seu pare, que va morir després d'una caiguda a través del gel. D'altres membres de la seua família també van morir. Afamada i sense protecció, Shanawdithit, amb la seua mare i la seua germana van demanar ajuda al colon més proper, un paranyer que es deia William Cull. Van portar les tres dones a St. John's, Terranova. Shanawdithit va perdre ràpidament la seua mare i la seua germana que foren víctimes de la tuberculosi, malaltia per la qual no es coneixia aleshores cap cura.
Els britànics van canviar-li el nom a Shanawdithit, anomenant-la Nancy April, i la portaren a l'Illa d'Exploits. Allà va treballar a la casa de John Peyton, Jr. i hi va aprendre una mica d'anglés. A principis de setembre de 1828, visqué durant algun temps a la casa de William Eppes Cormack, un immigrant escocés, empresari i filantrop de Terranova. Va fundar la Institució Beothuk per tal d'estudiar aquest poble i així obtingué fons per a ajudar a cuidar Shanawdithit. Va recopilar gran part del que ella li va contar respecte a la seua nació, i afegí notes als seus dibuixos. Shanawdithit va romandre a cura de Cormack fins a principis de 1829, quan aquest retornà a la Gran Bretanya. El govern britànic tenia l'esperança que actuaria com a pont amb el seu poble, però ella es va negar a acompanyar qualsevol expedició. Explicà que els beothuks matarien tots els autòctons que havien tingut contactes amb els europeus, a manera de sacrifici religiós i de redempció per a tota la gent que els europeus havien mort.
Shanawdithit fou transferida a la cura del fiscal general James Simms. Va passar els nou mesos restants de la seva vida a la casa d'aquest.
Amb una salut precària durant anys, Shanawdithit va continuar decaient. Va ser cuidada per William Carson, tot i que ja no tenia cura. Va morir de tuberculosi a l'hospital de St. John el 1829.
Després de la seua mort, l'hospital donà el crani de Shanawdithit al Royal College of Physicians de Londres per a estudiar-lo. La resta del seu cos fou enterrat al cementeri de l'església Saint Mary the Virgin a la part sud de Saint John's (Terranova i Labrador). El 1938, el Royal College of Physicians va donar el crani al Royal College of Surgeons d'Anglaterra; fou destruït durant els bombardejos alemanys de Londres durant la Segona Guerra Mundial.
El 1903 el cementiri va ser desmantellat per a la construcció del ferrocarril. Un monument al lloc diu: “Aquest monument marca el lloc de l'Església Parish Church de St. Mary the Virgin durant el període 1859 - 1963. Els pescadors i mariners de molts ports van trobar refugi espiritual dins els seus murs beneïts. A prop es troba la tomba de Nancy Shanawdithit, molt probablement la darrera dels beothuks, que va morir el 6 de juny de 1829.”
Shanawdithit és un personatge molt conegut pels habitants de Terranova; el 1851 el diari local Newfoundlander la va anomenar "una princesa de Terra Nova". El 1999 els lectors de The Telegram la varen votar la persona aborigen més famosa dels darrers 1.000 anys; va obtenir el 57% de la totalitat del vots.